# Sint-Isidoruskerk (Haler)
De Sint-Isidoruskerk is de parochiekerk van Haler, gelegen aan Pinxtenstraat 2, in de Nederlandse gemeente Leudal. De kerk is gewijd aan Isidorus van Madrid.

## Geschiedenis
In 1946 ontstond behoefte aan een rooms-katholieke lagere school, doch het bisdom eiste dat er dan ook een kerk kwam. In 1947 werd daartoe een rectoraat opgericht. Er kwam een noodkerk in de Paulahoeve. Pierre Weegels ontwierp de definitieve kerk, welke in 1952 werd ingewijd. De bedoeling was dat er zich om deze kerk een dorpskern zou kunnen ontwikkelen. Tot dan toe bestond Haler, samen met Uffelse, uit een aantal verspreide boerderijen. Overigens werd in Heibloem een vrijwel identieke kerk gebouwd, evenals die van Haler aan Sint-Isidorus gewijd.
Het betreft een eenvoudige bakstenen zaalkerk onder zadeldak. Ook de vooruitspringende ingangspartij heeft een zadeldak. Hierboven bevindt zich een Mariabeeld en een roosvenster.
In 1961 werd een hoge schoorsteen op de kerk, die echter niet meer als zodanig werd gebruikt, voorzien van een bescheiden klokkenstoel, waarin een klokje werd opgehangen.
In 1980 werd het rectoraat verheven tot parochie.